# Sekvencionář
Sekvencionář neboli sekvenciář je liturgická kniha obsahující sekvence. Sekvencionáře vznikaly od 14. do 16. století, a to buď jako samostatné knihy, nebo jako součást graduálu.
V českých zemích se dochovaly mimo jiné tyto sekvencionáře:
- Sekvencionář Arnošta z Pardubic (1363)
- Sekvencionář Konráda z Benešova (1385)
- Sekvencionář opavský (1418)